# Villamoratiel de las Matas
Villamoratiel de las Matas ist ein Ort und eine nordspanische Gemeinde mit 120 Einwohnern (Stand: 2024) in der Provinz León und der Region Kastilien-León. Neben dem Hauptort Villamoratiel de las Matas gehört die Ortschaft Grajalejo de las Matas zur Gemeinde.

## Lage und Klima
Villamoratiel de las Matas liegt etwa 30 Kilometer südöstlich von León im Nordwesten der Iberischen Meseta in einer Höhe von ca. 845 m. Durch den Nordosten der Gemeinde führt die Autovía A-231. 
Das Klima im Winter ist rau, im Sommer dagegen trocken und warm; der Regen (616 mm/Jahr) fällt überwiegend im Winterhalbjahr.

## Bevölkerungsentwicklung
| Jahr      | 1970 | 1981 | 1991 | 2001 | 2011 | 2021 |
| Einwohner | 434  | 318  | 247  | 193  | 155  | 130  |

Aufgrund der durch die Mechanisierung der Landwirtschaft und der Aufgabe von bäuerlichen Kleinbetrieben ausgelösten Landflucht ist die Bevölkerung des Dorfes seit der Mitte des 19. Jahrhunderts kontinuierlich gewachsen.

## Sehenswürdigkeiten

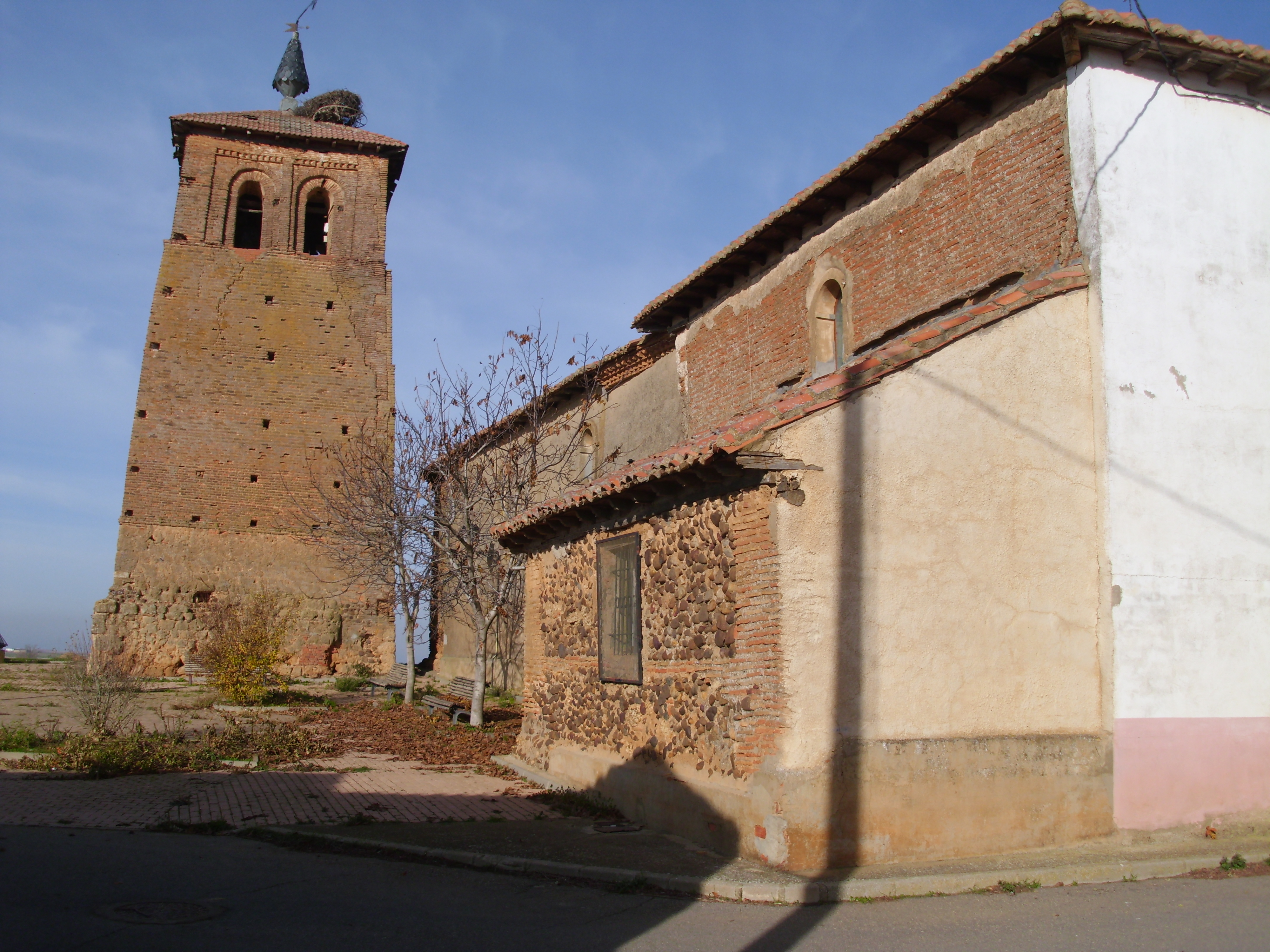
Johannes-der-Täufer-Kirche
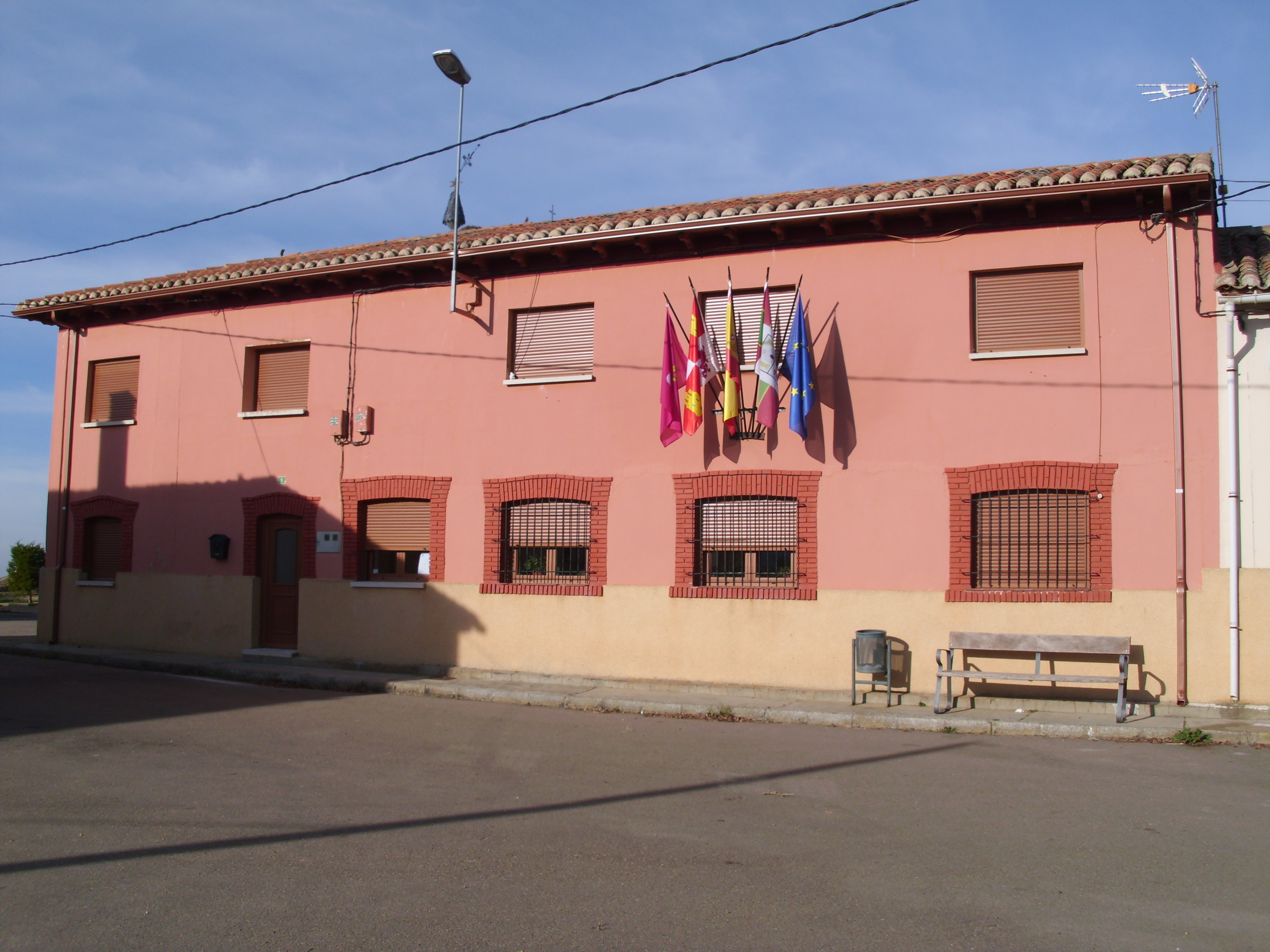
Peterskapelle

- Johannes-der-Täufer-Kirche
- Rathaus